# 風滾草

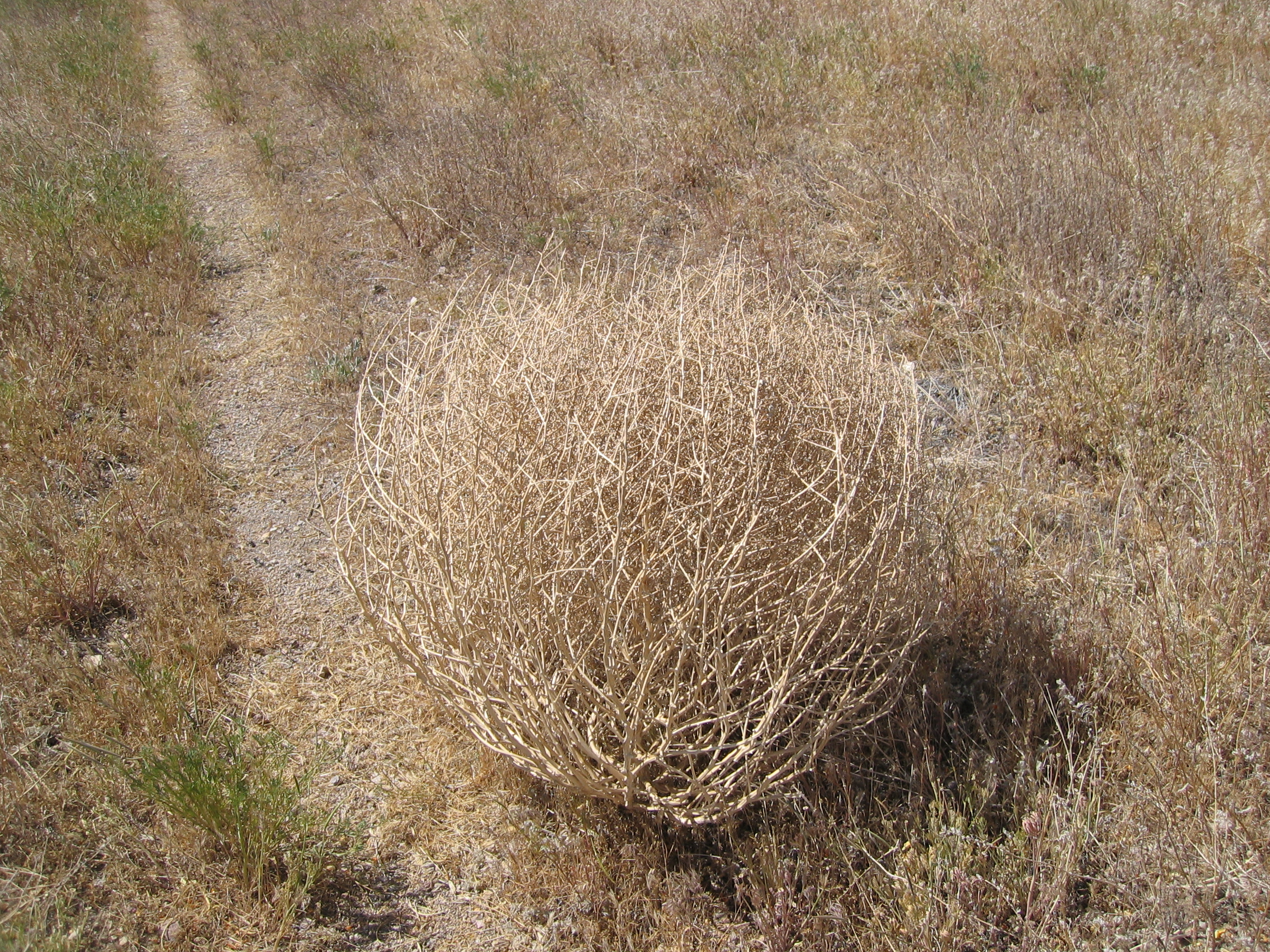
刺沙蓬，一種風滾草。

風滾草（英語：tumbleweed） 是指某些干燥后可以随风滚动的植物。滚动的部分可以幫助植物傳播種子，傳播的方式可以分為二種，一種是在草球滾動時將繁殖體散播出去，另一種則是當草球移動到濕潤的地方後，停留下來，再將繁殖體散播出去。在第二種情況下，乾燥的風滾草因為吸收了水份，使草球膨脹展開，並釋放出裡面的繁殖體。
風滾草随风滚动的部分通常是是由整株植物脫離其根部系統所形成的，但也有少數種類是由花序聚集成一團而形成的。

## 風滾草植物
只有少數植物會形成風滾草，不過這些物種有很多種類是農地常見的雜草。

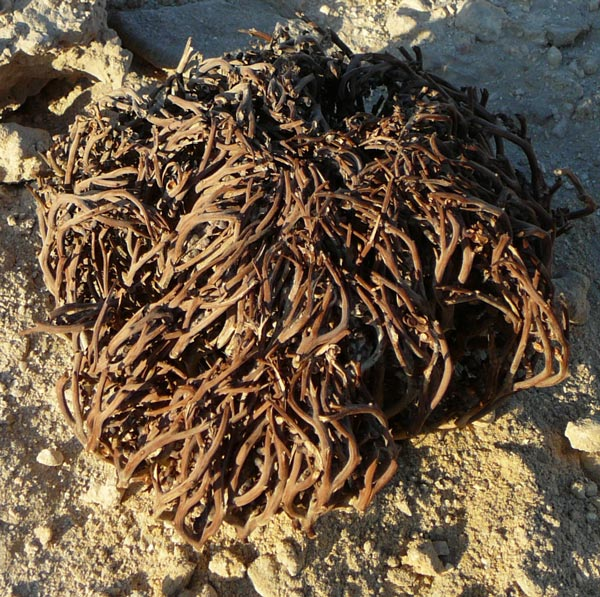
含生草，一種原產於北非沙漠的風滾草。

數種會形成風滾草的豬毛菜屬（Salsola）植物，雖然原產地是歐亞大陸俄羅斯西部一帶，不過這些植物在北美洲已經非常普遍，美國的西部片裏，常會看到它們所形成的草球，出現在荒蕪的土地上隨風四處滾動，象徵著北美邊境地區的孤寂與荒涼，但事實上北美此種植物並無原生，是著名的入侵物種之一。鉀豬毛菜（Salsola kali）據說是在19世紀時，混在輸入南達科他州的亞麻種子中而傳入美國。
刺沙蓬（Salsola tragus）是一年生植物，由莖的基部折斷與根分離，形成風滾草，利用草球在地上滾動時傳播種子。它可能是在1870年或1874年時，混在由俄羅斯進口的亞麻種子中而引進到美國的南達科他州。刺沙蓬繁殖力強，到達時間不過百年，已經散佈至整個北美洲難以根除，成為一種有害的雜草，除了有散布火災的風險，它身上有刺，佔據了一些適合生長的地帶，包括具有擾動土壤的地區，例如道路兩旁、耕地、已遭侵蝕的邊坡地等，及自然植被稀疏的地區，例如海岸及河岸沙地、半沙漠、沙漠地區。刺沙蓬雖然是一種有害的雜草，不過在乾旱貧瘠的放牧地卻是一種很有用的牲畜飼料。

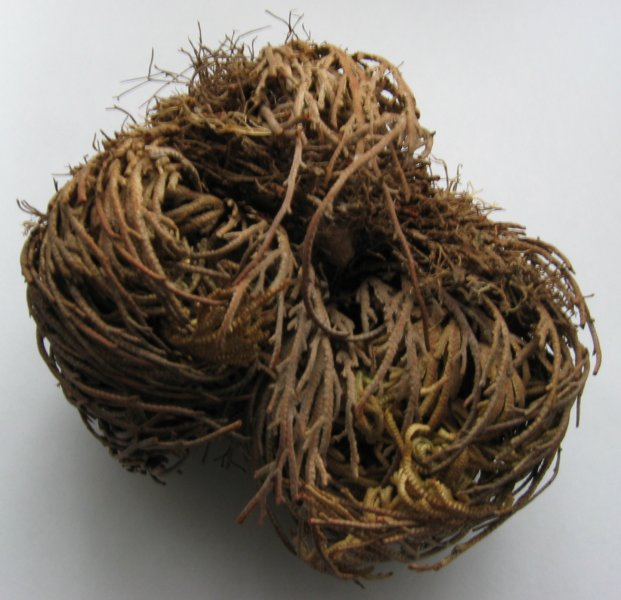
復活卷柏，一種原產於北美沙漠的風滾草。

十字花科的含生草、卷柏科的復活卷柏（Selaginella lepidophylla）及地星菌科（Geastraceae）真菌在乾燥後會卷曲形成風滾草，當植物體碰到水，吸水後卷曲的植物體會重新展開來。復活卷柏及地星菌科真菌的傳播的繁殖體是孢子。
繖形科和石蒜科的某些種類會以花序形成風滾草。
石竹科的觀賞植物滿天星花序會形成風滾草，在北美洲中部及西部它已成為一種常見的雜草。

## 類似種
其他可以形成風滾草的植物：
莧科
- 白莧，原產於中美洲，現在已經引種至歐洲、亞洲及澳洲，在當地已歸化為野草。
- 反枝莧
- 匍匐莧（Amaranthus graecizans）

藜科
- 虫实属（Corispermum）[6]
- 地膚屬（Kochia）
- 沙蓬属
- 猪毛菜属
- 碱蓬属
- 翼藜（Cycloloma atriplicifolium）[7]
- 紅濱藜（Atriplex rosea）[8][9]

菊科
- 鋪散矢車菊，原產於歐亞大陸，在北美洲許多地方已成為歸化種。
- Lessingia glandulifera，有時候也會形成風滾草，分佈在美國西部的沙漠、灌木叢及開闊的松林中，通常生長在沙質土壤上。[10]

豆科
- 補骨脂屬（Psoralea）的某些種類。
- 贗靛（Baptisia tinctoria）

車前草科
- 克里特車前草（Plantago cretica）

茄科
- 壺萼刺茄（Solanum rostratum）[6]

十字花科
- 大蒜芥（Sisymbrium altissimum）
- 海芥藍（Crambe maritima）
- 獨行菜屬（Lepidium）

## 對環境的影響

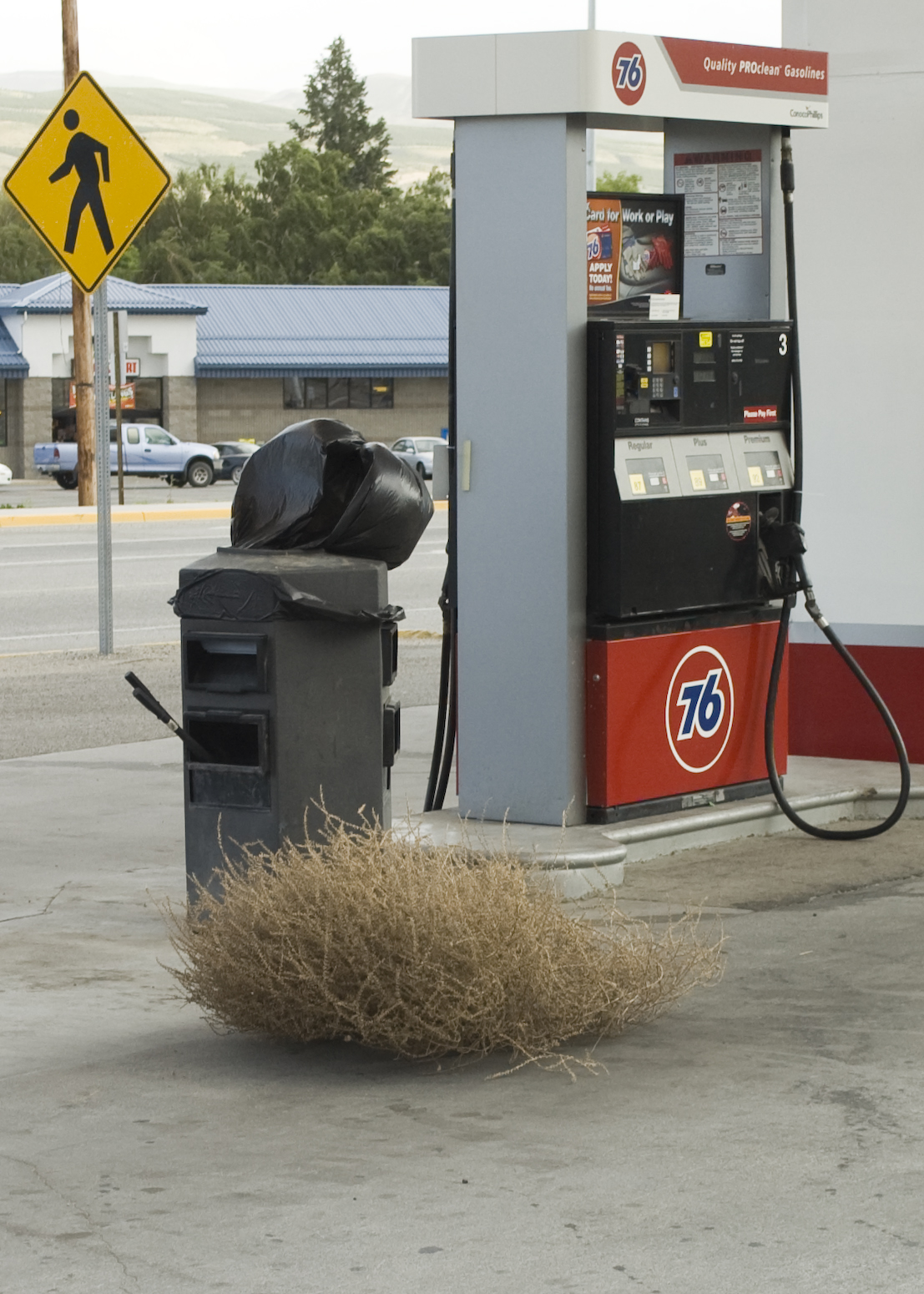
美國華盛頓州雪蘭市加油站邊的一團風滾草

在開闊地區，風滾草對於土壤風蝕有顯著的影響，特別是對旱地農業經營有很大的影響，在這些地方要增加水分的供給是不大可能的。一項研究顯示，在小麥田中，一株刺沙蓬就可以從土壤中消耗掉四十四加侖的水。在休耕地中其消耗掉的水會更多，土壤遭受的侵蝕會更高。除了植株會消耗水分外，形成風滾草後，風滾草的滾動也會造成土壤結皮的重大損害，土壤結皮被破壞後會露出土壤表層，經由風的吹拂侵蝕而造成表土流失。
1880年10月，華盛頓特區的美國農業部第一次接獲報告，指出有奇怪的植物開始在南達柯塔州剛整過地的農場上出現，並附上在密西西比河邊的揚克頓鎮附近之標本。資料雖被歸檔，直到十多年後，陸續有更多人寄標本。1890年代早期，有名立法者提議在北達科塔州周圍築一道柵欄來防止風滾草繼續擴散，但为时已晚。
華府派出助理植物學家李斯特．霍克西．杜威前往進行調查。杜威訪問了他所能找到的每一個能夠針對這場入侵提供相關資訊的人。訪查結果，在相對算短的20年時間裡，俄羅斯薊的生長範圍已經擴散到超過9萬平方公里、幾乎相連的土地上。愛荷華、內布拉斯加、威斯康辛州某些區域等。風滾草很快就在美國西部擴散開來，沿著道路、灌溉渠、鐵軌落地生根，或是混藏在運輸的穀物裡。
到了1885年，它就已經抵達加州。短短幾年之內，俄羅斯薊就出現在超過12個州。在風滾草原生地成長茁壯，在歐洲與亞洲的乾燥地區蔓延擴散。加拿大、澳洲、阿根廷、南非也全被征服了。
1960年代早期，當內華達試驗場的地面核武測試終於停止時，第一種重新長出來的植物據說就是俄羅斯薊。

## 外部連結
- https://www.instagram.com/p/BYlXF8hD-q7/ [永久]
- Kurt Dahlin, , 2007-10-31  [2025-01-11], （原始内容存档于2021-02-25）
- Howard, Brian Clark. . National Geographic. 2015-12-17. （原始内容存档于2018-08-06）.